# Unterjesingen

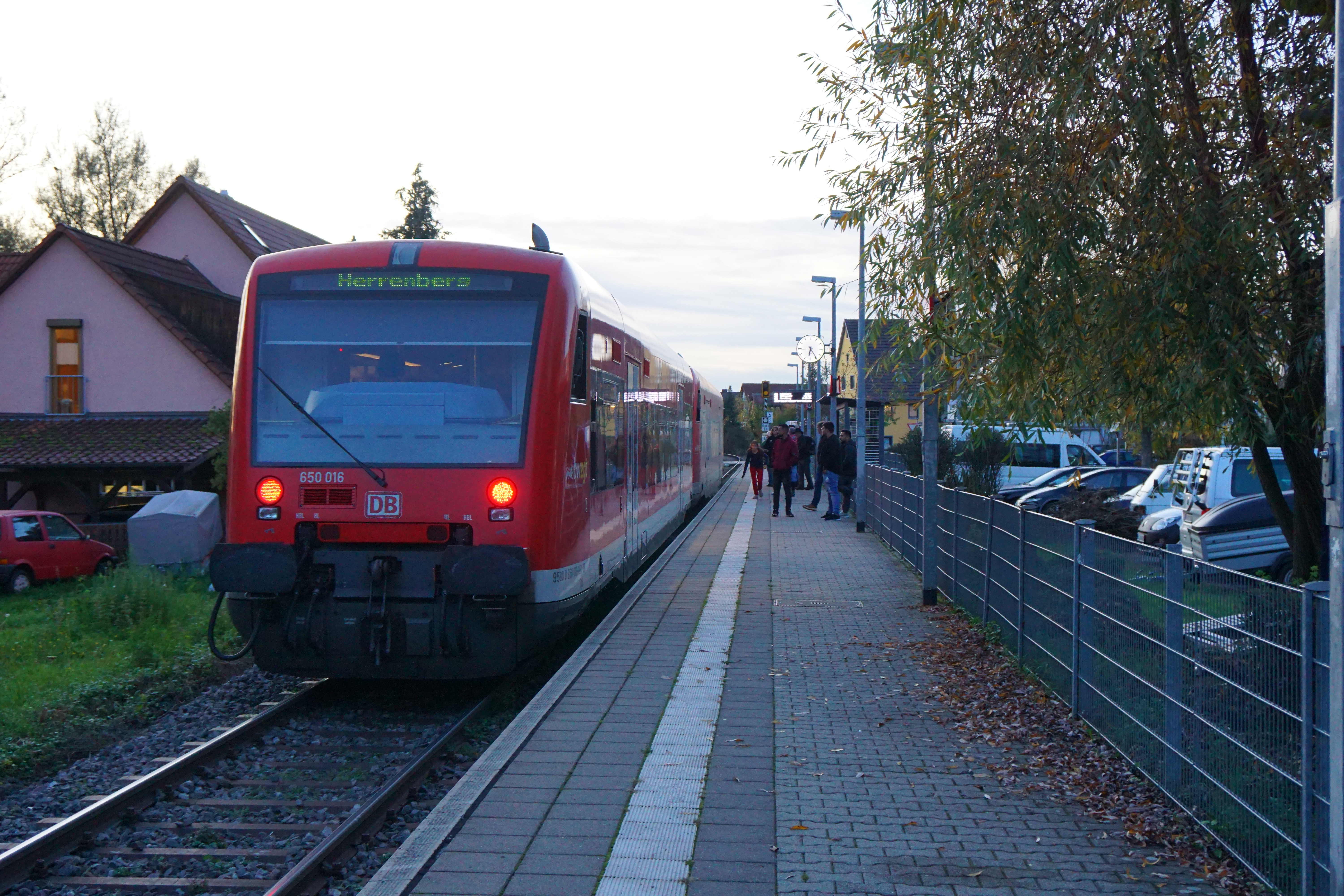
Haltepunkt Unterjesingen Mitte der Ammertalbahn

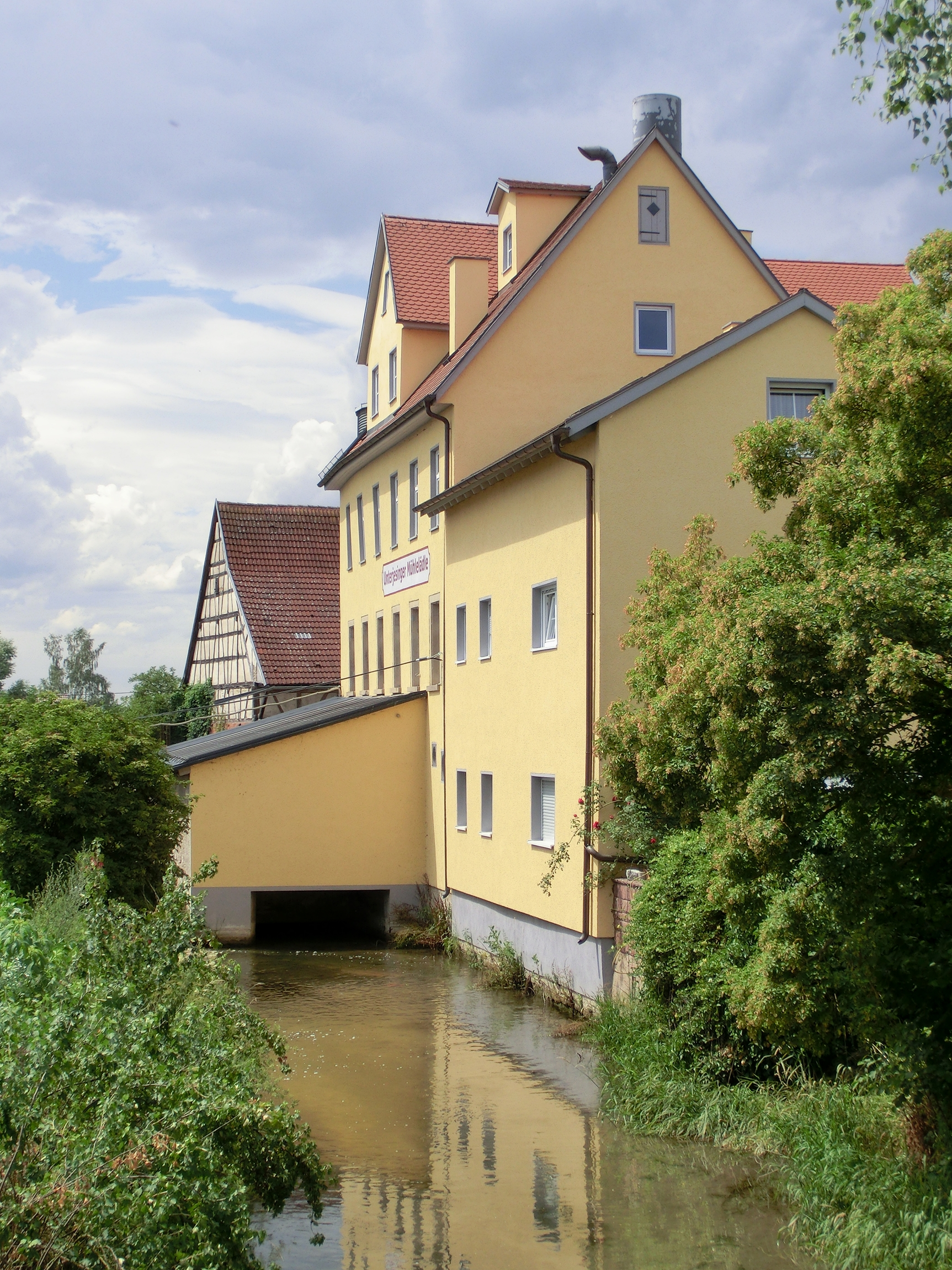
Getreidemühle Kienzlen in Unterjesingen

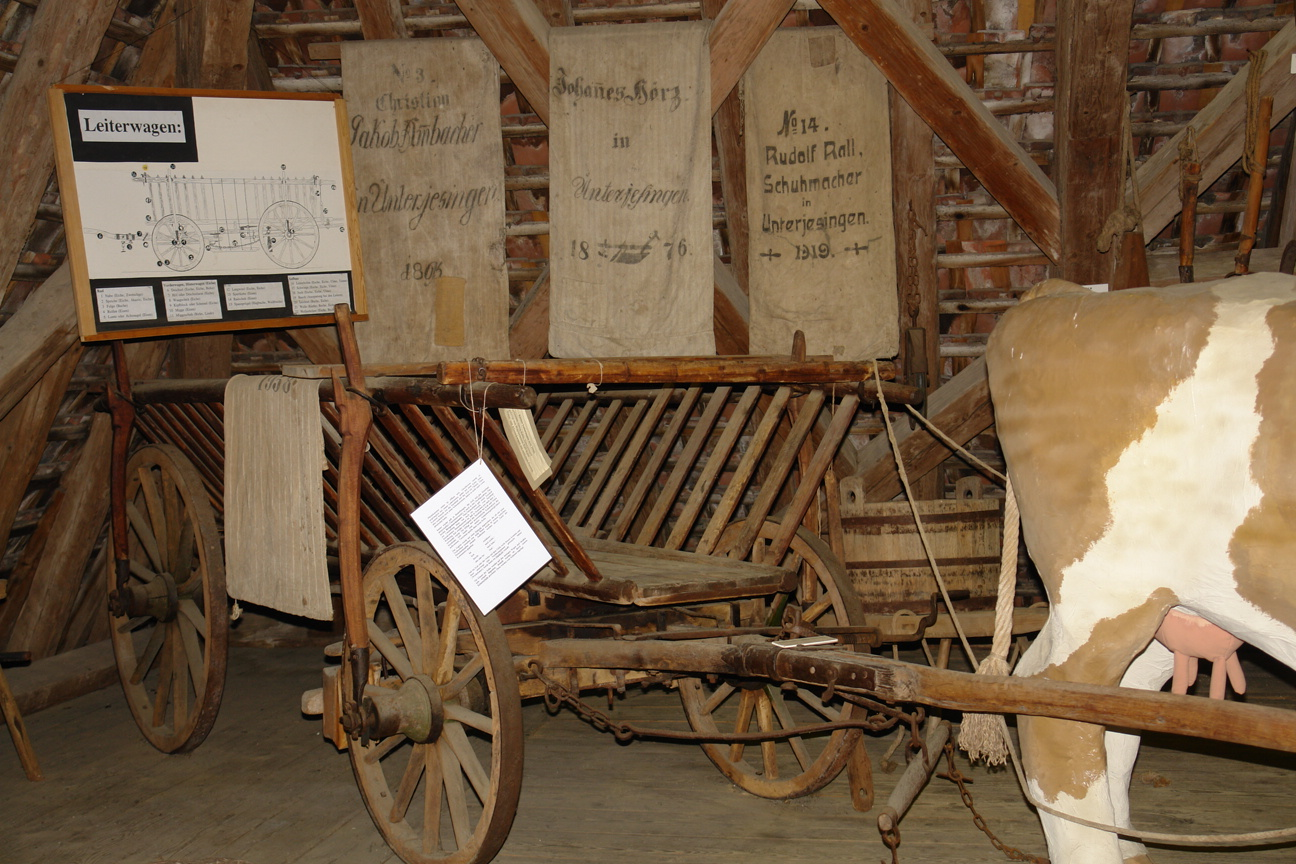
Leiterwagen im Isinger Dorfmuseum in Unterjesingen

Unterjesingen ist ein Stadtteil der Universitätsstadt Tübingen im Bundesland Baden-Württemberg. Er liegt westlich der Innenstadt.

## Lage
Unterjesingen liegt sechs Kilometer westlich der Kernstadt im Ammertal auf 361 m ü. NN. Der obere Teil liegt am Südhang des Schönbuchs.

## Verkehr
Durch den Ort führen die Ammertalbahn, die zwischen Herrenberg und Tübingen verkehrt, und die Bundesstraße 296 (bis Januar 2018 Bundesstraße 28) in Richtung Herrenberg, die das Dorf in zwei Teile teilt.
Unterjesingen ist einer der Orte mit der höchsten Feinstaub- und Schadstoffbelastung in ganz Deutschland. Die Anzahl der Tage, an denen der EU-Grenzwert für Feinstaub (PM10) und Stickstoffdioxid (NO2) überschritten wurde, betrug 2006 84 und damit war der Ortsteil Unterjesingen auf dem sechsten Platz in der Liste der Orte mit den häufigsten Überschreitungen.
Die überhöhten Werte beruhen auf dem hohen Verkehrsaufkommen im Ort. 2006 passierten täglich 22.000 Fahrzeuge den Ort. Durch diese hohe Anzahl kommt/kam es im Ortsinneren häufig zu stockendem Verkehr, was die erhöhten Feinstaub- und Schadstoffwerte weiter in die Höhe treibt. Das Regierungspräsidium Tübingen reagierte, indem es am westlichen Ortseingang am 30. Juli 2007 eine sogenannte Pförtnerampel in Betrieb nahm. Diese Ampel bewirkt, dass der schleppende Verkehr vor den Ort verlagert wird. Dadurch konnte eine geringfügige Verringerung der Schadstoffmenge erreicht werden.

## Politik
Ortsvorsteher ist seit 2024 Alexander Muders. Er folgt damit auf Michael Rak, das Amt seit 2004 innehatte. Dessen langjähriger Vorgänger war Fritz Maichle.

## Geschichte
Der im 13. Jahrhundert mehrfach urkundlich erwähnte Ort Lachen, der wohl auf der heutigen Gemarkung von Unterjesingen lag, ist inzwischen abgegangen.
Am 1. Juli 1971 wurde im Zusammenhang mit der Verwaltungsreform die Gemeinde Unterjesingen in die Universitätsstadt Tübingen eingegliedert.

## Wirtschaft und Kultur
Der Ort hat seit seiner Eingemeindung seinen dörflichen Charakter erhalten. Es gibt ein ausgeprägtes Vereinsleben. Mit Sportverein, Tennisverein, Freiwilliger Feuerwehr Unterjesingen, Gesangs- und Musikvereinen sowie der Narrenzunft und dem Flugsportverein Unterjesingen e. V. sind hier nur die wichtigsten genannt.
Von Nebenerwerbs- und Hobby-Winzern wird am Südhang des Schönbuchs in nennenswertem Umfang Weinbau betrieben, der noch bis vor hundert Jahren ein bedeutender Wirtschaftsfaktor war. In den letzten Jahren erfuhr der Weinbau, auch aufgrund des immer wärmeren Klimas wieder einen Aufschwung. Die Lage heißt Unterjesingen Sonnenhalde und gehört zum Bereich Oberer Neckar.
Die meisten Nebenerwerbswengerter (schwäbisch für „Winzer“) schenken ihren Wein zumeist in privaten Besenwirtschaften aus, die nur wenige Tage im Jahr geöffnet haben, es gibt aber auch regionalen Handel mit Flaschenweinen. Es gibt einen Whiskybrenner, der einen schwäbischen Whisky und Obstbrände produziert.
Jedes Jahr Anfang November findet die Kirbe auf dem Festplatz beim Sportgelände statt.

## Sehenswürdigkeiten

### Pfarrkirche
Die Barbarakirche wurde von 1475 bis 1484 unter Eberhard V. im Bart und der Uracher Bauschule erbaut.

### Isinger Dorfmuseum
Das Isinger Dorfmuseum befindet sich in den Gebäuden der ehemaligen Rosecker Kelter und des Zeeb-Hauses in Unterjesingen. Im Mittelpunkt der Ausstellung stehen der Weinbau im Ammertal, das württembergische Dorf im Verwaltungsbezirk der Klöster Blaubeuren und Bebenhausen, die Bedeutung des Hopfenanbaus um 1900, ländliche Arbeitsgeräte und Haushaltsgegenstände sowie vorindustrielles Handwerk mit Objekten unter anderem von Schmied, Wagner, Küfer und Sattler. Zum Beispiel gibt es neue und gebrauchte Hufeisen von Zug-Ochsen und Kühen, die bis in die 1970er Jahre noch vor die Leiterwagen gespannt wurden.
Die Rosecker Kelter wurde 1784 vom Klosteramt Bebenhausen gebaut, wie auf dem Schluss-Stein des Torbogens zu entziffern ist: CBPR (Closter Bebenhausen Pflege Roseck).
Neben der Kelter steht das historische Bauernhaus mit einem großen Gewölbekeller. Es wird Zeeb-Haus genannt, weil dort bis 1986 die Familie Zeeb gewohnt hat. Inzwischen wurde es zeitaufwendig mit alten Betten im Schlafzimmer und sogar einem Plumpsklo in den alten Bau- und Einrichtungszustand zurückversetzt.
Das Museum in der Kirchhalde 9–10 von Tübingen-Unterjesingen ist jeden 1. Sonntag im Monat von Mai bis November von 14–18 Uhr und nach Vereinbarung geöffnet.

## Vereine
Der Sportverein Unterjesingen 1923 bietet Leichtathletik, Turnen und Fußball an. Die 1. Herrenmannschaft des SV Unterjesingen spielte 2024/25 in der Kreisliga B6 Tübingen/Alb. 1970 wurde die erste Fußball-Frauenmannschaft gegründet. Die 1. Damenmannschaft spielt in der Saison 2025/26 in der Landesliga.
Der DRK-Ortsverein Ammerbuch ist seit Ende 2016 für Unterjesingen mitverantwortlich. 2019 hat er eine Helfer-vor-Ort-Gruppe gegründet und das erste Elektrofahrzeug als Einsatzfahrzeug in Süddeutschland im Rahmen des Projektes „elektrisch-leben-retten.de“ in Dienst gestellt.

## Persönlichkeiten
- Wilhelm Eberhard von Faber (1787–1872), Mediziner und Veterinärmediziner
- Ferdinand Friedrich Faber (1789–1858), württembergischer Finanzbeamter und Genealoge